# متلازمة بيير روبين
متلازمة بيير روبين أو متوالية بيير روبين عبارة عن ثلاثية: صغر حجم الفك السفلي، حلق مشقوق، ولسان مشدود إلى الخلف. وتدعى بمتوالية بيير روبين؛ إذ أنها عبارة عن أحداث متتالية تحدث في الجنين في بداية الحمل؛ أولها عيب في الفك السفلي يؤدي إلى وضع غير طبيعي للسان مما يؤدي إلى شق في الفك العلوي.

## الأسباب
خلل جيني في الكروموسومات 2، 11، 17

## الأعراض والعلامات
تظهر عند الولادة:
- فك سفلي صغير
- لسان مشدود للخلف؛ مما يسبب مشاكل في التنفس
- حلق مشقوق على شكل حرف (U)[3]

## التشخيص
عن طريق الفحص الإكلينيكي للطفل بعد الولادة، وملاحظة العلامات والتأكد من عدم وجود مشاكل أخرى.

## العلاج

### مشاكل التنفس والتغذية
- يتم إبقاء الطفل نائما على بطنه للحفاظ على مجرى التنفس مفتوحاً، وفي الغالب يكون هذا الإجراء كافياً لمنع انسداده
- إذا لم يكفِ تستخدم أنبوبة تمر من الأنف للبلعوم للمساعدة على التنفس
- تجرى عملية لتوسيع الفك السفلي لمنع رجوع اللسان إلى الخلف
- فتح القصبة الهوائية هو حل أخير في حالة استمرار المشكلة
- حل مشكلة التنفس يؤدي إلى حل مشكلة التغذية، وإلا تستخدم أنبوبة من الأنف إلى المعدة
- في حالة الارتجاع المعدي المريئي، تكون الأدوية كافية للعلاج

### الحلق المشقوق
يتم علاجه جراحياً في عمر 12 إلى 18 شهراً

### مشاكل السمع
بسبب شق الحلق قد تتجمع بعض السوائل خلف طبلة الأذن مما يعيق السمع لدى الطفل المصاب؛ ويتم علاج المشكلة عن طريق أنبوبة توضع في الأذن عن طريق الطبلة

## توقعات سير المرض
وجد أن الأطفال المصابة على مستوى العالم تنمو بحجم أقل من المتوسط؛ وذلك بسبب مشاكل التنفس والتغذية، ولكن العلاج المبكر لهذه المشاكل يؤدي إلى نمو طبيعي للطفل.
نسبة كبيرة من الأطفال المصابة بالمتلازمة تصاب بمتلازمة ستكلر؛ لذا يجب فحصهم جيداً خلال عامهم الأول من قبل طبيب عيون؛ فانفصال الشبكية الناتج عن متلازمة ستيكلر هو سبب رئيسي للعمى في الأطفال.

## نسب الإصابة
يصيب المرض واحداً من كل 10000 طفل على مستوى العالم تقريبا، ولكن يصعب تحديد النسبة بدقة؛ فنادراً ما يصاب الأطفال بالمتلازمة وحدها بدون أعراض أخرى.